# Центел
ЗАО «Центел» — дочернее предприятие ОАО «Центральный телеграф», интернет-провайдер, осуществлявший строительство сетей доступа в Интернет на территории Москвы и некоторых городов Подмосковья.
До 2004 года компания занималась в основном предоставлением услуг телефонной связи и её современных приложений, затем приоритетным направлением был выбран проект «мультисервисных домовых сетей». С мая 2006 года работает под сервисным брендом «QWERTY»; обслуживает более 150 тыс. абонентов.
С 2006 года предоставляет услуги MVNO — виртуального оператора мобильной связи, используя собственные номерные ёмкости в кодах 495 и 499 и возможности мобильной сети МегаФон. Оператор предлагет под брендом «Баzа» мобильную связь стандарта GSM в московском городском коде 499.
С 2006 года в компании функционирует единая система автоматизации деятельности операторов связи АСР Fastcom
Летом 2011 года бренд QWERTY был полностью отдан «Центральному телеграфу».
В ноябре 2013 года ЗАО «Центел» обратилось в Арбитражный суд города Москвы с заявлением о признании банкротом. 4 марта 2014 года требования были удовлетворены, после чего в отношении ЗАО «Центел» была открыта процедура конкурсного производства.